# Andreas Rizzi
Andreas Rizzi (* 6. Mai 1959 in Mannheim) ist ein ehemaliger deutscher Sprinter und Zehnkämpfer.

## Leben
Er startete für die MTG Mannheim. Mit der Mannheimer Staffel wurde er 1977 Deutscher Jugendmeister. 1981 wurde Rizzi Deutscher Meister im Zehnkampf und 1983 Deutscher Vizemeister über 100 Meter.
1983 war er im Zehnkampf siebtbester der Welt. Als Viertbester in Deutschland war er jedoch nicht für die Weltmeisterschaften in Helsinki qualifiziert, weshalb Rizzi im Sprint an den Start ging. In Helsinki erreichte er über 200 Meter das Viertelfinale und kam als Schlussläufer mit der bundesdeutschen Mannschaft in der 4-mal-100-Meter-Staffel auf den fünften Platz.
Er wurde 1983 von Bundespräsident Carstens mit dem Silbernen Lorbeerblatt geehrt.
Sein Zwillingsbruder Thomas Rizzi war ebenfalls ein erfolgreicher Zehnkämpfer, er wurde 1983 Zweiter und 1985 Dritter der Deutschen Meisterschaften.

## Persönliche Bestzeiten
- 100 m: 10,35 s, 24. Juni 1983, Bremen
- 200 m: 20,70 s, 26. Juni 1983, Bremen
- 400 m: 46,79 s, 8. August 1981, Lage
- Zehnkampf: 8326 Punkte, 5. Juni 1983, Filderstadt